# Cornelis Gorter
Cornelis Gorter (Wageningen, 15 augustus 1903 - 19 november 1942) was een Nederlands astroloog.
Cornelis Gorter was vooral actief in het voormalig Nederlands-Indië. Hij schreef een standaardwerk over astrologie in drie delen. In deze boeken wordt niet alleen de astrologie zelf behandeld, Gorter geeft ook veel aandacht aan de astronomische achtergronden van de astrologische berekeningen.